# گرما و غبار
گرما و غبار (به انگلیسی: Heat and Dust) یک رمان نوشته روث پراور جابوالا نویسنده اهل آمریکا است که در سال ۱۹۷۵ در انگلستان و آمریکا منتشر شد. این رمان موفق شده‌است در سال ۱۹۷۵برنده جایزه ادبی من بوکر شود.

## ترجمه به فارسی
- عنوان: گرما و غبار/ روث پراور جابوالا؛ ترجمه م‍ه‍دی غ‍ب‍رای‍ی. (تهران: افق، ۱۳۹۵) شابک: 9789643691035[۲]